# 李經 (正德進士)
李經（？—？年），字文極，河南汝宁府真陽縣民籍山西澤州人。明朝政治人物。

## 生平
正德五年（1510年）庚午科河南乡试舉人，九年（1514年）甲戌科三甲第三十三名進士，初为吴縣知縣，後為户部主事、员外、郎中，两知青州府、西安府，升本省副使、参政。嘉靖二十七年（1548年）因与崇王朱载境争田，被劾奏革职为民。

## 家族
父李榮，母樊氏，生母陳氏。